# Равногорское четническое движение
Равногорское четническое движение — это центр антиоккупационного движения в Югославии «Югославские войска на родине» под руководством Драголюба (Дражи) Михайловича. 
Движение было создано в мае 1941 года из отказавшихся капитулировать военнослужащих армия Югославии. Организация должна была обеспечивать порядок на неконтролируемых оккупантами территориях, защищать население от них, готовить отряды для восстания и освобождения страны.
Фактически отряды равногорского движения одновременно вели освободительную борьбу и сотрудничали с немецкой армией и прогерманскими режимами на территории Югославии. В 1944 году после призыва короля Петра II к четникам присоединиться к армии И. Броз Тито равногорское движение раскололось.
Название движения связано с горой Равна Гора, где было поднято восстание против фашизма.